# ジョン・ヘスター
ジョン・グレイブス・ヘスター（John  Graves Hester, 1983年9月14日 - ）は、アメリカ合衆国・ジョージア州アトランタ出身の元プロ野球選手（捕手）。右投右打。

## 経歴

### プロ入り前
2005年のMLBドラフト33巡目（全体1008位）でボストン・レッドソックスｋら指名されたが、契約には至らなかった。

### プロ入りとダイヤモンドバックス時代
2006年のMLBドラフト13巡目（全体387位）でアリゾナ・ダイヤモンドバックスから指名され、プロ入り。
2009年8月28日にクリス・スナイダーの故障者リスト入りに伴ってメジャー昇格を果たす。同日のヒューストン・アストロズ戦でメジャーデビューを果たし、6回にウィルトン・ロペスからメジャー初打席・初本塁打を放った。

### オリオールズ傘下時代
2011年4月30日、前年12月6日に行われたデビッド・ヘルナンデス、キャム・ミコライオとのトレード
で、マーク・レイノルズと共に移籍する後日発表選手としてボルチモア・オリオールズへ移籍した。この年はメジャーでのプレーは無かった。

### エンゼルス時代
2012年4月24日、ロサンゼルス・エンゼルス・オブ・アナハイムと契約。この年は自己最多の39試合に出場した。
2013年3月11日にAAA級ソルトレイク・ビーズへ降格した。この年メジャーでは1試合の出場に留まった。
2014年は一年間AAA級ソルトレイクでプレーした。オフにFAとなった。

### フィリーズ傘下時代
2014年10月22日にフィラデルフィア・フィリーズとマイナー契約を結んだ。
2015年6月3日に自由契約となった。この年限りで現役を引退した。

## 詳細情報

### 年度別打撃成績
| 年 度     | 球 団     | 試 合 | 打 席 | 打 数 | 得 点 | 安 打 | 二 塁 打 | 三 塁 打 | 本 塁 打 | 塁 打 | 打 点 | 盗 塁 | 盗 塁 死 | 犠 打 | 犠 飛 | 四 球 | 敬 遠 | 死 球 | 三 振 | 併 殺 打 | 打 率 | 出 塁 率 | 長 打 率 | O P S |
| --------- | --------- | ----- | ----- | ----- | ----- | ----- | -------- | -------- | -------- | ----- | ----- | ----- | -------- | ----- | ----- | ----- | ----- | ----- | ----- | -------- | ----- | -------- | -------- | ----- |
| 2009      | ARI       | 15    | 30    | 28    | 4     | 7     | 2        | 0        | 1        | 12    | 4     | 0     | 0        | 0     | 0     | 2     | 0     | 0     | 7     | 0        | .250  | .300     | .429     | .729  |
| 2010      | ARI       | 38    | 106   | 95    | 9     | 20    | 7        | 0        | 2        | 33    | 7     | 1     | 0        | 0     | 0     | 11    | 1     | 0     | 32    | 2        | .211  | .292     | .347     | .639  |
| 2012      | LAA       | 39    | 95    | 85    | 14    | 18    | 1        | 0        | 3        | 28    | 4     | 0     | 0        | 1     | 0     | 8     | 0     | 1     | 25    | 1        | .212  | .287     | .329     | .616  |
| 2013      | LAA       | 1     | 1     | 0     | 1     | 0     | 0        | 0        | 0        | 0     | 0     | 0     | 0        | 0     | 0     | 1     | 0     | 0     | 0     | 0        | .000  | 1.000    | .000     | 1.000 |
| 通算：4年 | 通算：4年 | 93    | 232   | 208   | 28    | 45    | 10       | 0        | 6        | 73    | 15    | 1     | 0        | 1     | 0     | 22    | 1     | 1     | 64    | 3        | .216  | .294     | .351     | .645  |

- 2013年度シーズン終了時

### 背番号
- 31 (2009年)
- 28 (2010年)
- 41 (2012年)
- 22 (2013年)